# Коновалова Ірина Юріївна
Коновалова Ірина Юріївна (нар. 5 червня 1968, Миколаїв) — українська музикознавиця, науковиця, педагог. Кандидат мистецтвознавства (2007), доцент (2011), доктор мистецтвознавства (2019), завідувачка кафедри теорії та історії музики Харківської державної академії культури.

## Біографія
Коновалова Ірина Юріївна народилася 5 червня 1968 року. З відзнакою закінчила Харківську середню спеціалізовану музичну школу-інтернат за спеціальністю «музикознавство» (1986). Вищу музичну освіту здобувала на історико-теоретичному факультеті Харківського інституту мистецтв ім. І. П. Котляревського, який закінчила у 1991 році (клас професора Ігнатченко Г. І.). Отримала кваліфікацію — музикознавець-лектор, викладач, музичний критик.
Творча діяльність Коновалової І. Ю. розпочалася у 1987 році. Протягом 1987—1991 років керувала Народною чоловічою капелою ветеранів Другої світової війни районного Будинку культури міста Валки Харківської області. У ці ж роки Коновалова І. Ю. як солістка-вокалістка виступала у складі вокально-інструментального квартету на різних концертних майданчиках України (Харків, Київ, Полтава) та за її межами (Німеччина).
Упродовж 1992—1995 років Коновалова І. Ю. за сумісництвом працювала редактором, автором і ведучою музичних програм на Харківському обласному телебаченні. Серед її телепроєктів: «Грає орган», «Творчий портрет О. Я. Мамонтова» та інші.
Коновалова І. Ю. працювала у Харківській ДМШ № 1 ім. Л. Бетховена на посаді викладача музично-теоретичні дисциплін (1989—2002). Була постійною ведучою концертних програм у стінах цієї школи, в залі Харківської обласної філармонії. Як музичний керівник, брала участь у постановках вистав музичного театру «Чарівний дзвоник» при ДМШ № 1 ім. Л. Бетховена.
Від 1998 року Коновалова І. Ю. працює у Харківській державній академії культури на кафедрі теорії музики та фортепіано. Протягом 1998—2007 років обіймала посаду викладача, від 2007 року — старшого викладача, у 2010 році отримала посаду доцента. На початку 2000-х років за сумісництвом викладала музично-теоретичні дисципліни у Харківській спеціалізованій музичній школі-інтернаті.
Викладає навчальні дисципліни: «Сольфеджіо», «Гармонія», «Поліфонія», «Історія української музики», «Музична інтерпретація» для бакалаврів і магістрів факультету музичного мистецтва; «Методологія теоретичного музикознавства», спецкурси «Українська музична культура», «Традиційна музична культура країн азійського регіону», «Філософія музики», «Феноменологія музики» для аспірантів.
Сфера наукових інтересів І. Ю. Коновалової — теоретичне музикознавство, музична авторологія, філософія і психологія музичного мистецтва, феноменологія музики, музична герменевтика, психологія композиторської творчості, хорове мистецтво, українська та західноєвропейська музика ХХ — поч. ХХІ ст., проблеми музичної мови і мислення, гармонії і фактури в музиці.
У 2007 році захистила кандидатську дисертацію «Феноменологія музичної обробки (на матеріалі хорових творів українських композиторів ХІХ–ХХ ст.)» (наук. керівник — професор Польська Ірина Іллівна).
2017 року закінчила докторантуру Харківської державної академії культури та цього ж року обійняла посаду доцента кафедри теорії та історії музики ХДАК. Докторську дисертацію «Феномен композитора в європейській музичній культурі ХХ ст.: особистісні та діяльнісні аспекти» захистила у 2019 році (наук. консультант ― професор Польська І. І.).
Упродовж 2008—2019 років Коновалова І. Ю. була відповідальним секретарем редакційної колегії наукового збірника «Культура України». Протягом багатьох років була заступником Голови ради молодих вчених ХДАК. Крім того, працює у складі оргкомітетів міжнародних та всеукраїнських наукових конференцій, що проводяться у ХДАК («Культура та інформаційне суспільство ХХ століття», «Культурологія та соціальні комунікації», «Герменевтика в науках про дух») кафедральних наукових конференцій («Харків у світовій музичній культурі» та ін.).
Науковиця є ініціатором проведення та учасником семінарів, круглих столів, майстер-класів тощо. Серед них: «Особливості  комунікації та діалогічних відносин здобувач — викладач в умовах воєнного часу», «Досвід творчості українських митців у повоєнний період та діяльність представників української діаспори з підтримки України», семінар «Актуальні питання теоретичної музикології сьогодення», «Змістовні трансформації в сучасній музичній науці та практиці вищої музикологічної освіти (PhD) в Україні», «Українська музика і музиканти у світовій культурі», круглий стіл «Кримськотатарське музичне мистецтво: традиція та сучасність». Музикознавиця постійно підвищує свою кваліфікацію.
Від 2021 року обіймає посаду завідувачки кафедри теорії та історії музики. Виконувала обов'язки голови методичної ради ХДАК (2012—2015), а від 2022 року — голови методичної комісії факультету музичного мистецтва. У 2021—2023 роках Коновалова І. Ю. входила до складу журі з присудження премії ім. М. Леонтовича у номінації «Дослідники» Вінницької обласної державної адміністрації.

## Науковий доробок
- Хорова фольклорна обробка (до питання культурного діалогу «композитор — фольклор») / І. Ю. Коновалова // Культура України: зб. наук. пр. / М-во культури і туризму України, Харків. держ. акад. культури, [Акад. мистец. України, Ін-т культурології ; редкол.: В. М. Шейко (відп. ред.) та ін. ; передм. В. М. Шейка]. Харків: ХДАК, 2008. Вип. 23 : Культурологія. Мистецтвознавство. С. 217—228.

- Методологічні інтенції сучасного діалогу феноменології та музикознавства / Коновалова І. Ю. // Мистецька освіта в культурному просторі України ХХІ століття. Київ ; Одеса, 2015. С. 102—104.
- Коновалова І. Ю. Феномен композитора в часопросторі європейської музичної культури ХХ століття: модуси теоретичного осягнення: монографія. Харків: ТОВ «Планета-Принт», 2018. 480 с.

- Musical art: historical and theoretical discourse: collective monograph / [I. Konovalova, I. Polskaya, O. Roshchenko, N. Riabukha, V. Shchepakin, O. Stepanova, L. Trubnikova ; Kharkiv State Academy of Culture]. Lviv ; Torun: Liha-Pres, 2020. 144 с.
- Смислові виміри музичної обробки як мистецького явища і сфери композиторської інтерпретації / Ю. І. Коновалова // Modern culture studies and art history: an experience of Ukraine and EU: сollective monogr. / Cuiavian University in Wloclawek, The Odessa National A. V. Nezhdanova Academy of Music. Wloclawek, 2020. P. 220—240.
- Modern higher musicological education (PhD) in Ukraine: traditions and innovations / Polska I., Konovalova I. // Theoretical foundations of pedagogy and education: collective monogr. / Hritchenko T., Loiuk O. etc. ; Іntern. Sci. Group. Boston, 2021. P. 291—298.
- The composer phenomenon in a historical retrospect of an authorship idea formation in European musical culture of the middle ages / I. Konovalova // Linguistics and Culture Review. 2021. Vol. 5, № 2. С. 284—302.
- Репрезентація вокально-виконавської сфери у професійній діяльності акторів Харкова першої половини ХІХ століття / Лошков Ю. І, Коновалова І. Ю. // Музикознавча думка Дніпропетровщини: зб. наук. ст. / М-во культури та інформ. політики України, Нац. всеукр. муз. спілка, Дніпропетр. акад. музики ім. М. Глінки. Дніпро, 2023. Вип. 24(1). С. 284—300.
- Концепт «твір» у сучасній художній рефлексії / І. Ю. Коновалова // Духовна культура України перед викликами часу: матеріали V Всеукр. наук.-практ. конф. з міжнар. участю (м. Харків, 23 трав. 2024 р.) / М-во освіти і науки України, Нац. юрид. ун-т ім. Ярослава Мудрого, Каф. культурології ; [редкол.: А. П. Гетьман (голова) та ін.]. Харків: Право, 2024. С. 21-23.